# Saponină

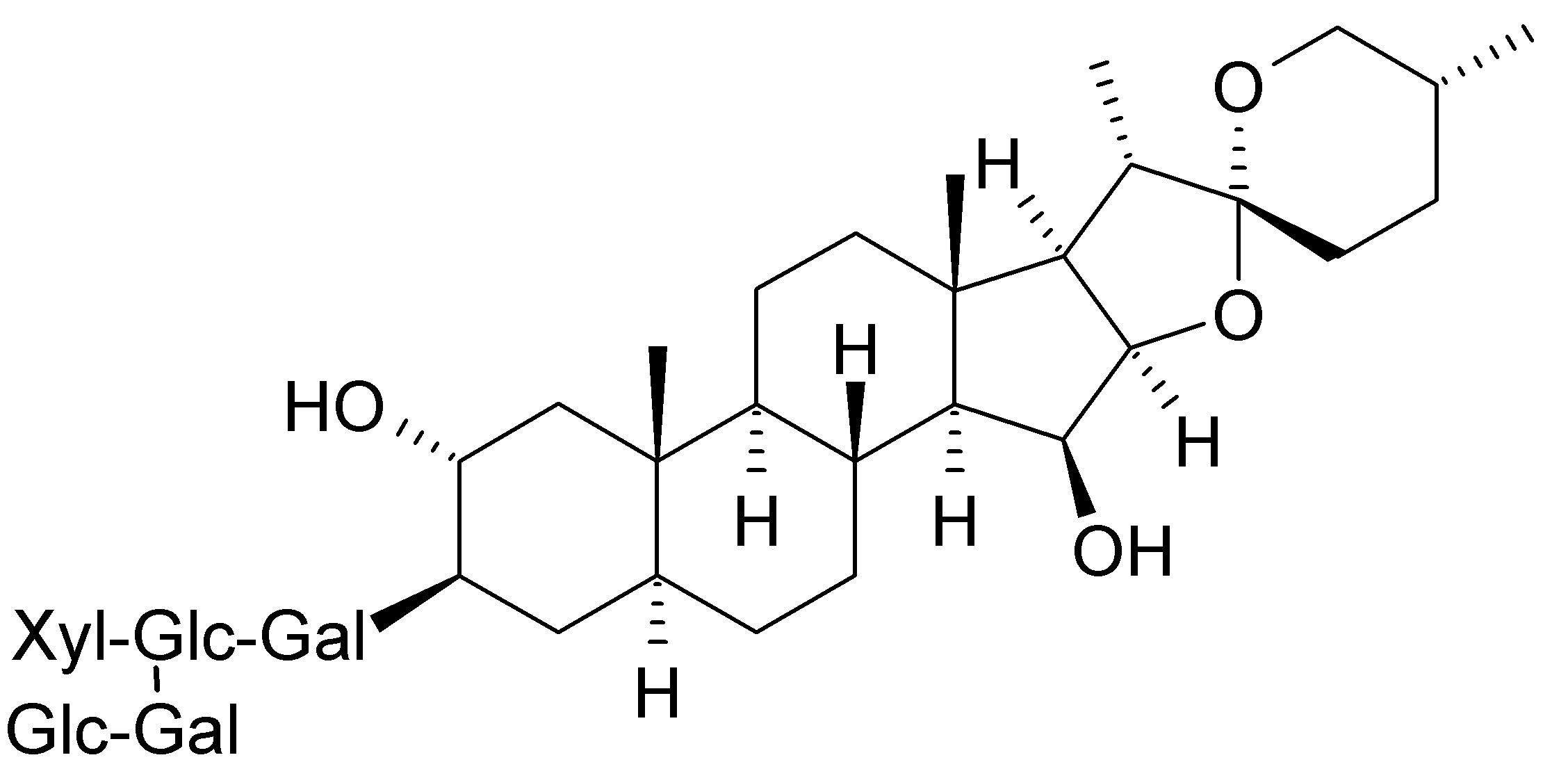
Digitonină

α-Solanină

Saponinele (din latină sapo-săpun), sunt glicozide steroide, triterpene cu o posibilitate mare de combinații structurale ceea ce explică variația mare a proprietăților chimice a saponinelor.

## Proprietăți generale
- fac spumă la agitarea în apă
- reduc tensiunea superficială a lichidelor, și membranelor celulare (efect de hemoliză)
- gust caracteristic de săpun